# Scutatoclupea
Scutatoclupea è un genere di pesci ossei estinto, appartenente agli ellimmittiformi. Visse tra il Cretaceo inferiore e il Cretaceo superiore (Albiano - Cenomaniano, circa 105 - 95 milioni di anni fa) e i suoi resti fossili sono stati ritrovati in Medio Oriente e in Messico.

## Descrizione
Questo pesce, lungo circa 15 centimetri, doveva essere vagamente simile a un'aringa dal corpo profondo e appiattito lateralmente. Era caratterizzato dalla presenza di scudi ossei sia nella parte anteriore del dorso (di fronte alla pinna dorsale) che nella parte posteriore (prima della pinna caudale), oltre che di scudi ventrali (prima della pinna anale). Rispetto all'affine Triplomystus, anch'esso dotato di tre armature di scudi ossei, Scutatoclupea era caratterizzato dalla posizione della pinna anale molto arretrata, dall'origine delle pinne pelviche posteriore alla base della pinna dorsale (vicino all'origine della pinna anale) e da un'armatura ventrale costituita da 33 - 42 scudi ossei, tre dei quali erano situati dietro le pinne pelviche. Erano inoltre presenti profonde ali laterali degli scudi addominali, che andavano a coprire la maggior parte della cavità addominale. Il peduncolo caudale era slanciato. Rispetto all'affine Triplomystus, Scutatoclupea era dotato di un'armatura ancor più sviluppata, il capo più breve e una pinna pelvica più arretrata.

## Classificazione
Il genere Scutatoclupea venne istituito nel 2015, sulla base di un fossile ben conservato proveniente dai sedimenti del Cenomaniano di Namoura, in Libano; la specie tipo è Scutatoclupea bacchiai. A questo genere è stata attribuita anche la specie S. applegatei, precedentemente descritta come Triplomystus applegatei e proveniente dall'Albiano del Messico. 
Scutatoclupea è un rappresentante degli ellimmittiformi, un gruppo di pesci teleostei affine ai clupeiformi diffusi nel Cretaceo e nel Paleogene. In particolare, questo genere è considerato il sister taxon del genere Triplomystus, all'interno della famiglia Paraclupeidae. Questi due animali condividevano alcune caratteristiche distintive, come la presenza di piccoli scudi dietro la pinna dorsale e il numero relativamente basso di scudi supraneurali. Sembra che Scutatoclupea e Triplomystus fossero in una posizione molto derivata all'interno dei paraclupeidi.